# Inje
Az Inje (magyarul: Fagy) a montenegrói Vanja Radovanović dala, mellyel Montenegrót képviselte a 2018-as Eurovíziós Dalfesztiválon Lisszabonban. A dal a 2018. február 17-én rendezett montenegrói nemzeti döntőben nyerte el az eurovíziós indulás jogát.

## Eurovíziós Dalfesztivál
A dalt az Eurovíziós Dalfesztiválon a május 10-i második elődöntőben adta elő, fellépési sorrendben tizenhatodikként a Svédországot képviselő Benjamin Ingrosso Dance You Off című dala után és a Szlovéniát képviselő Lea Sirk Hvala, ne! című dala előtt. Az elődöntőben a tizenhatodik helyen végzett, így nem jutott tovább a május 12-i döntőbe.
A következő montenegrói induló a D mol Heaven című dala volt a 2019-es Eurovíziós Dalfesztiválon.